# Candomblé

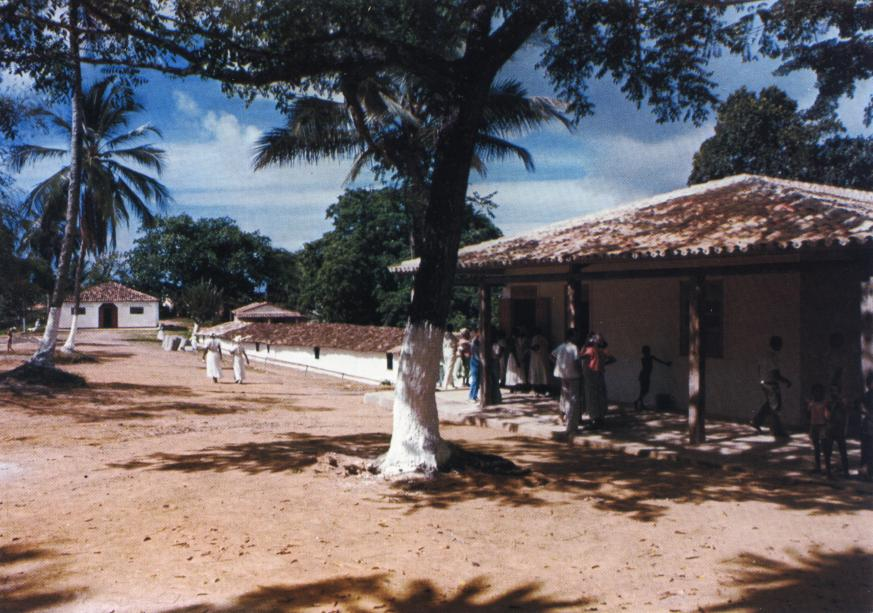
Centre de culte a Salvador de Bahia

El candomblé, culte dels orixás, d'origen totèmic i familiar, és una de les religions afrobrasileres practicades principalment al Brasil i que també ha arribat als països veïns com Argentina, Colòmbia, Panamà, Uruguai, Veneçuela i fins a Mèxic.
La religió té per base l'ànima de la natura i, per tant, és classificada com a animista. Va començar al Brasil, a partir del coneixement dels sacerdots esclavitzats i portats des d'Àfrica, amb els seus orixás/nkisis/voduns, la seva cultura i els seus dialectes, entre 1549 i 1888.
Tot i estar limitat originalment als esclaus, prohibit per l'Església catòlica i fins criminalitzat per alguns governs, el candomblé prosperà durant quatre segles i es va expandir notablement des de la fi de l'esclavatge el 1888. Avui és una de les principals religions establertes, amb seguidors de totes les classes socials i desenes de milers de temples. En censos recents, prop de tres milions de brasilers (l'1,5 % de les població total) van declarar el candomblé com la seva religió.
A Salvador hi ha 2230 Terreiros registrats a la Federació Baiano de Cultes Afrobrasilera. A més, a la cultura brasilera, les religions no es veuen com a exclusives; segons algunes organitzacions culturals afrobrasilers, fins a 70 milions de persones participen en rituals del candomblé, regularment o ocasional. Els orixàs del candomblé, els rituals i les festes són avui part de la cultura i el folklore brasilers.
El candomblé no s'ha de confondre amb la Umbanda i la Macumba, dues religions afrobrasileres de similar origen, ni amb altres religions afroderivades com el vudú haitià, la santeria cubana i l'obeah, les quals van sorgir independentment del candomblé i són virtualment desconegudes al Brasil.